# Мішелл Гейґер
Мішелл Гейґер (англ. Michelle Hager, 3 жовтня 1966) — австралійська хокеїстка на траві.
Олімпійська чемпіонка 1988 року, учасниця 1992 року.